# Muron
Muron település Franciaországban, Charente-Maritime megyében. Lakosainak száma 1357 fő (2022. január 1.). Muron Ardillières, Ciré-d’Aunis, Genouillé, Landrais, Loire-les-Marais, Tonnay-Charente és Saint-Pierre-La-Noue községekkel határos.

## Népesség
A település népességének változása:
| Lakosok száma | 719  | 947  | 1017 | 1166 | 1295 | 1325 | 1344 | 1349 | 1351 | 1357 |
|               | 1968 | 1982 | 1990 | 2006 | 2013 | 2015 | 2017 | 2019 | 2020 | 2022 |